# Липовка (Добровский район)
Ли́повка — село Борисовского сельсовета Добровского района Липецкой области. Фактически является единым селением с селом Борисовкой.
В документах 1685 года есть сведение, что тут находилось Ли́повское сели́ще. По мнению исследователей, это может говорить о том, что населенный пункт здесь был ещё в XVI веке или раньше .
Нынешняя Липовка образовалась в конце XVII века.
Название дано по липам, которые здесь росли.

## Население
| 2006 | 2010 |
| ---- | ---- |
| 284  | ↘241 |

## Известные уроженцы
- С. Ф. Швецов — Герой Советского Союза[3]